# 罗比奥
罗比奥（義大利語：Robbio），是意大利帕维亚省的一个市镇。总面积40平方公里，人口6179人，人口密度154.5人/平方公里（2009年）。国家统计（ISTAT）代码为018123。